# Delegación parlamentaria
Una delegación parlamentaria (o delegación congresional en los Estados Unidos) es una visita oficial en el exterior hecha por uno o varios miembros de una legislatura.
Para programar una delegación parlamentaria, un miembro tiene que aplicar para la mesa relevante del comité, quien después escribe a la agencia apropiado pidiendo fondos y apoyo para el viaje. Varios parlamentos y legislaturas mantienen agrupaciones formales o informales que mantienen delegaciones regulares para y desde países escogidos; el Parlamento Europeo también mantiene un sistema de una delegación formal para reuniones regulares con parlamentos nacionales y multinacionales.
Las delegaciones parlamentarias se organizan para propósitos de solidaridad, negociación e investigación, pero a veces son fuente de controversia y críticas.

## En los Estados Unidos
Una delegación congresional en el exterior no es lo mismo que una delegación congresional de un estado (o una delegación legislativa desde un país, que una legislatura estatal), en el cual todos los miembros actuales eligen a ambas cámaras del Congreso desde un estado específico.